# Stachyothyrsus staudtii
Stachyothyrsus staudtii är en ärtväxtart som beskrevs av Hermann August Theodor Harms. Stachyothyrsus staudtii ingår i släktet Stachyothyrsus och familjen ärtväxter. Inga underarter finns listade i Catalogue of Life.